# Tenencia de Benifasar

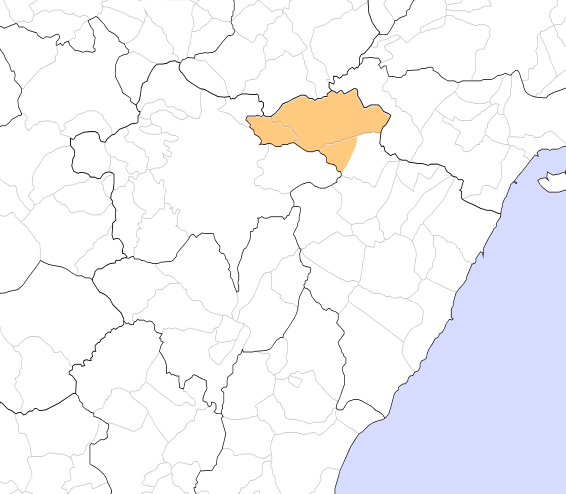
Localización de la comarca natural de la Tenencia de Benifasar según el estudio de comarcalización de Emili Beüt.

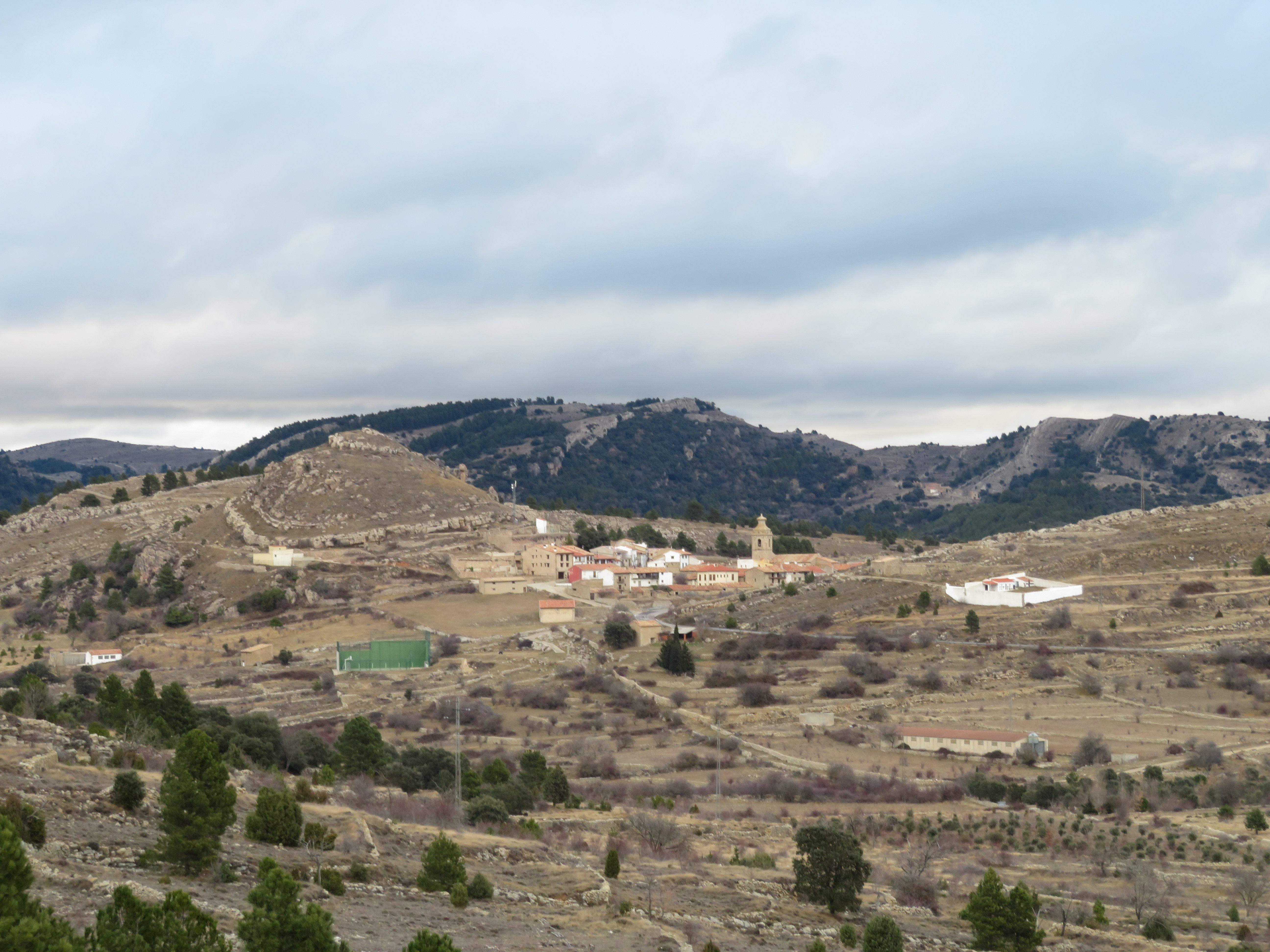
Castell de Cabres, pueblo de la Tenencia de Benifassar.

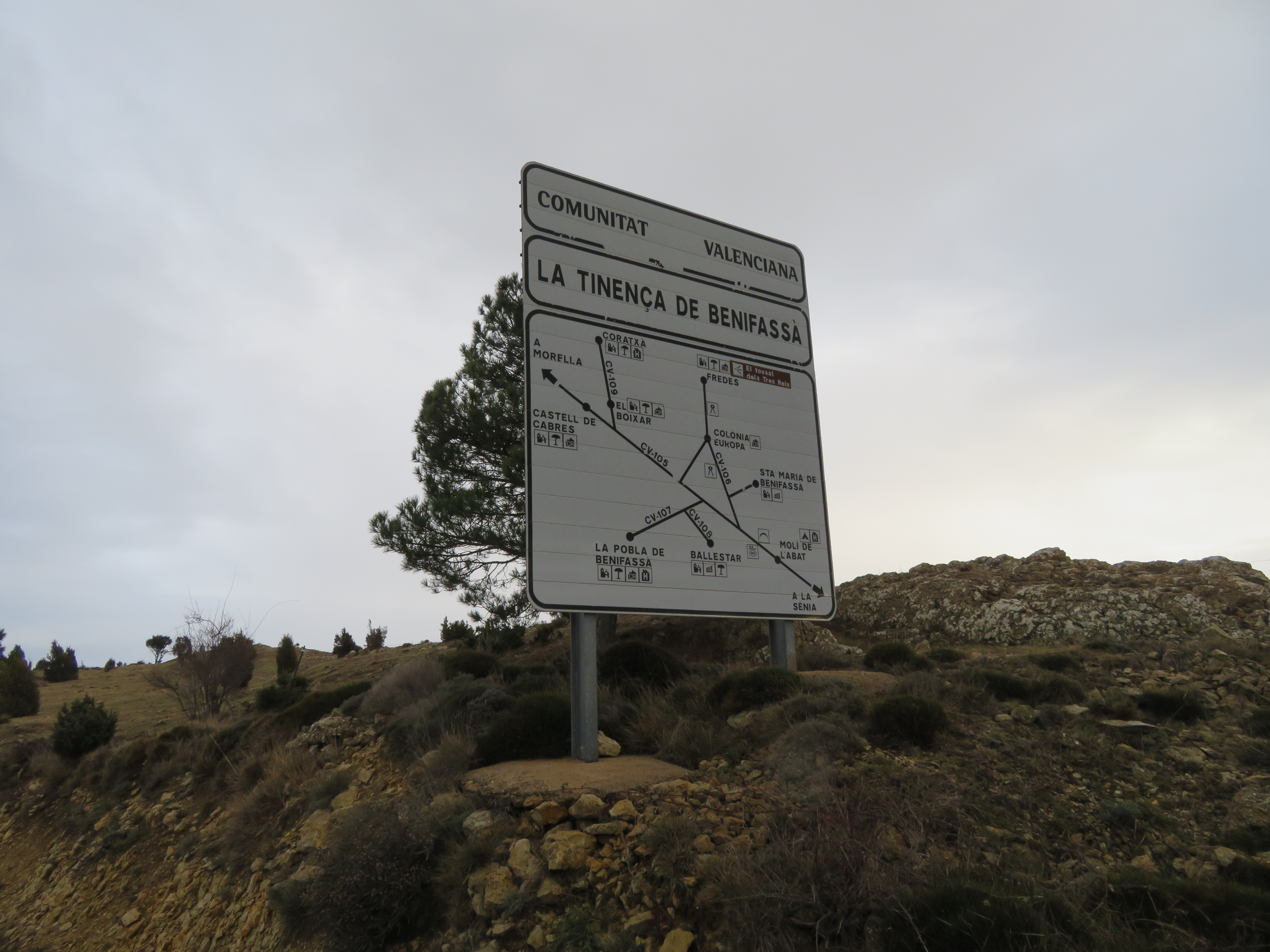
Panel informativo de pueblos y carreteras de la comarca histórica de la Tenencia de Benifassar.

La Tenencia de Benifasar (Tinença de Benifassà o Setena de Benifassà en valenciano) es una subcomarca de la provincia de Castellón que es considerada como una comarca histórica de la Comunidad Valenciana, aunque se la asimila a la comarca del Bajo Maestrazgo en ausencia de una normativa de comarcalización en la autonomía, a pesar de que su vinculación histórica es más firme con la comarca de Los Puertos de Morella y las comarcas tarraconenses. En 2006 la Generalidad Valenciana declaró la región parque natural bajo el nombre Parque natural de la Tenencia de Benifasar.

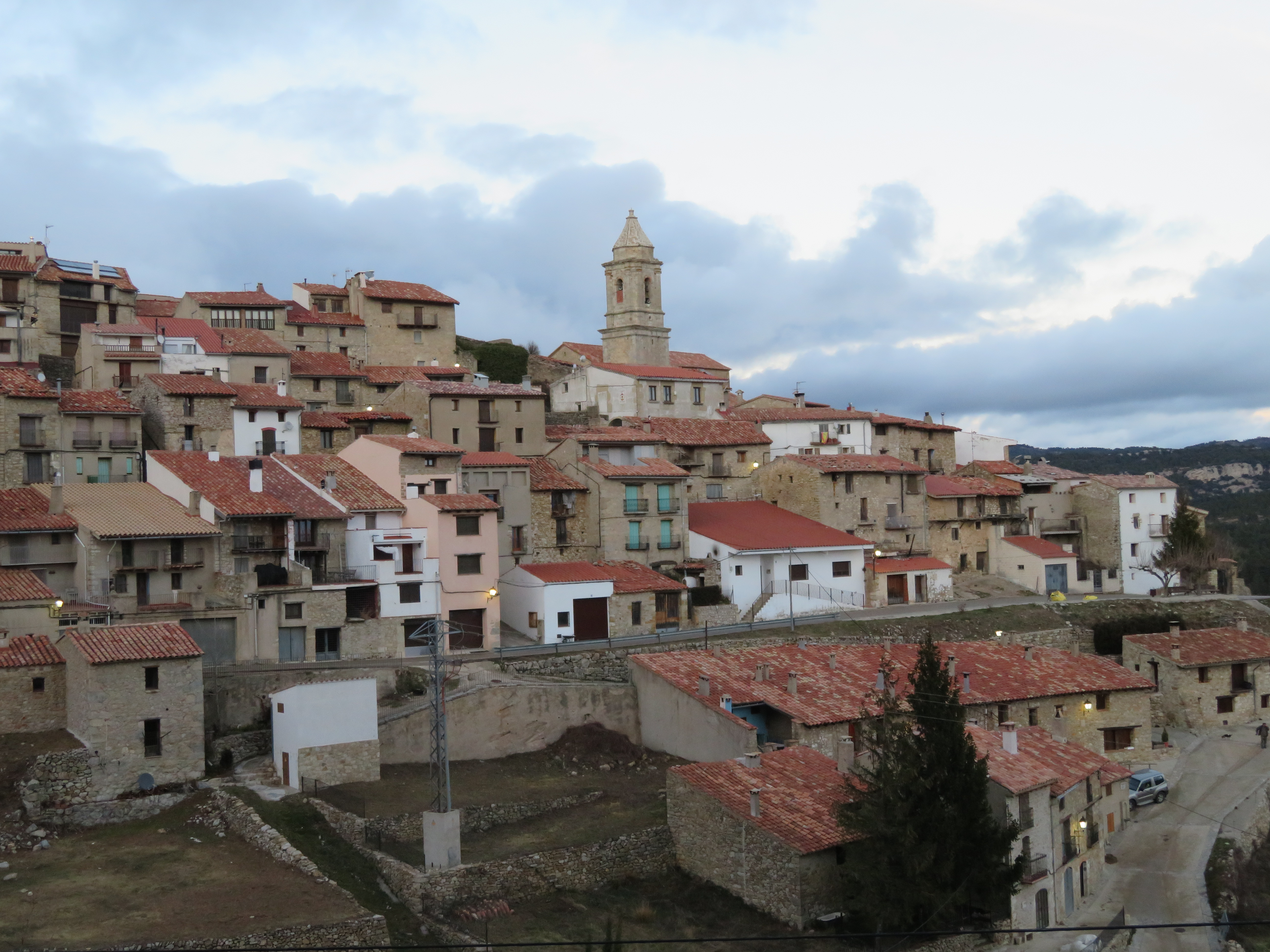
El Boixar, pueblo de la Tinença de Benifassà.

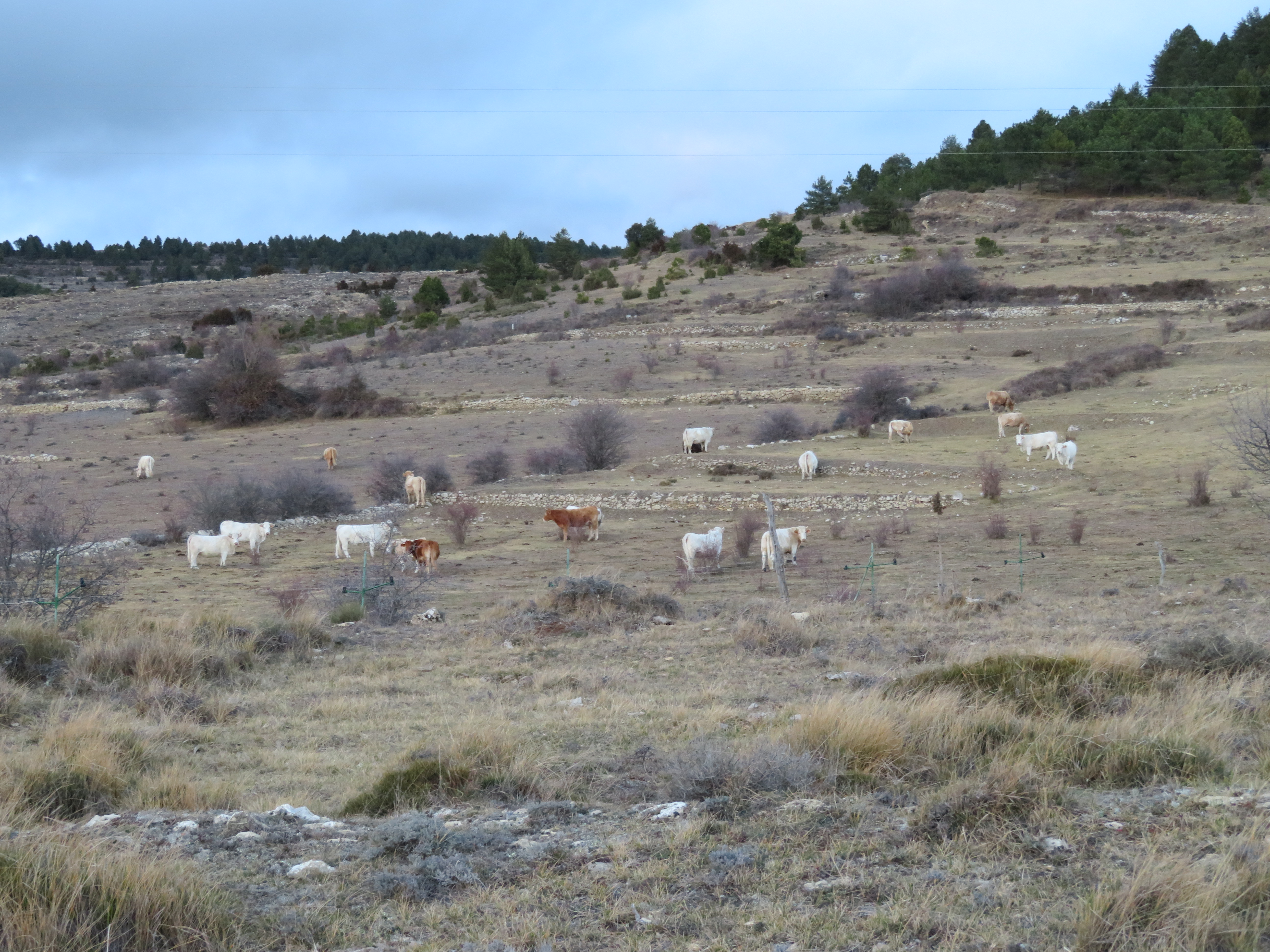
Panorámica rural de la comarca histórica de la Tinença de Benifassà (Castellón).

La Tenencia engloba los núcleos núcleos de población de Castell de Cabres y la Puebla de Benifasar, los dos que cuentan con municipalidad, y el Ballestar, Bojar, Corachar, Fredes, que pertenecen al municipio de la Puebla de Benifasar, y Bel, que pertenece al municipio de Rosell. La principal población y que hace las veces de centro administrativo o capital de la comarca es la Puebla de Benifasar.
La Tenencia apareció como comarca natural en el mapa comarcal de Emili Beüt, Comarques naturals del Regne de València, del año 1934. Estas tierras fueron conquistadas en 1230 por el rey de Aragón, y pasaron a ser administradas directamente por el gobierno del Principado de Cataluña entre 1260 y 1262 junto a los términos municipales de Vallibona (perteneciente a la comarca de Los Puertos de Morella) y Rosell.

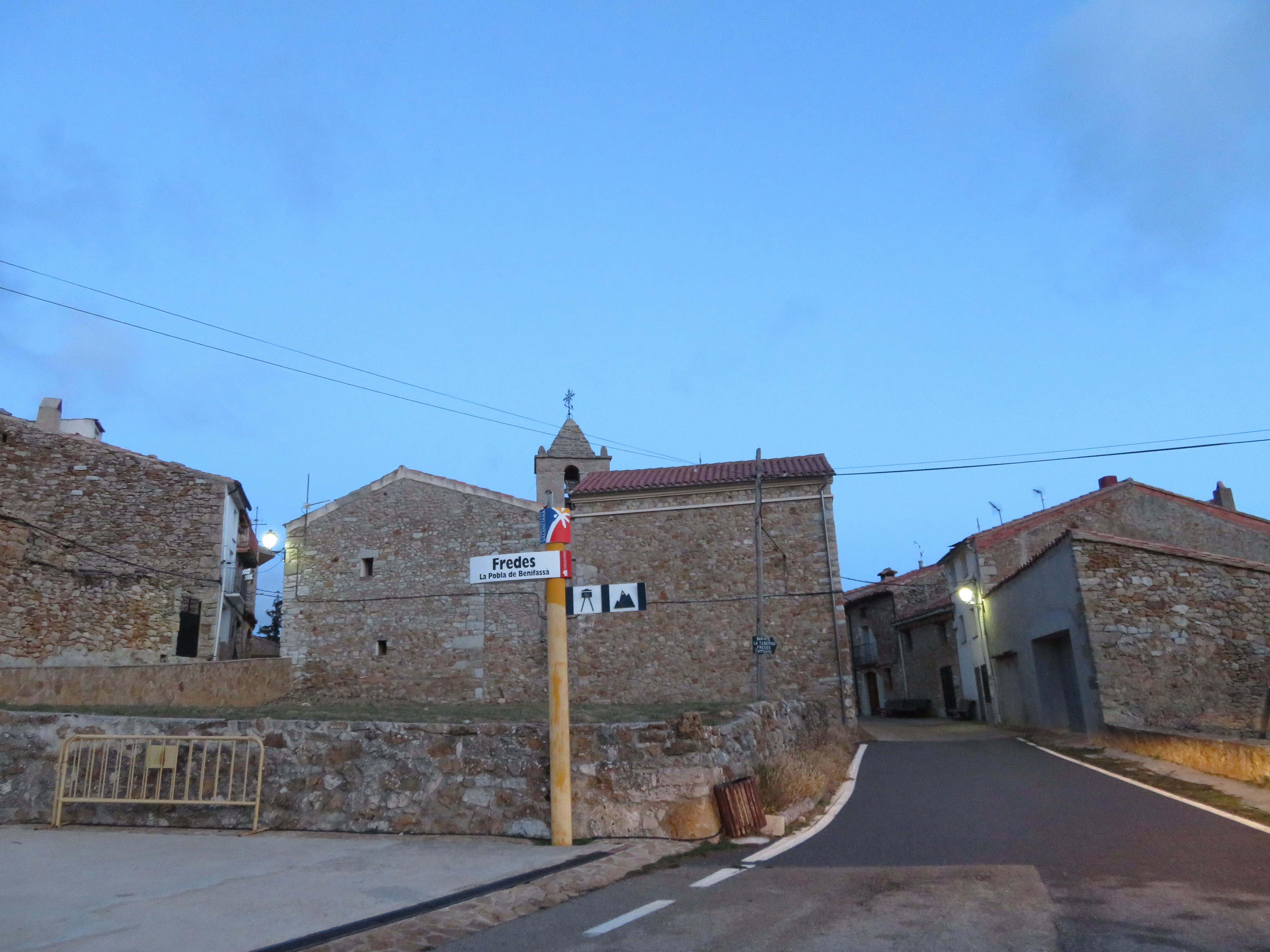
Fredes, Pobla de Benifassá.